# Audi R10 TDI

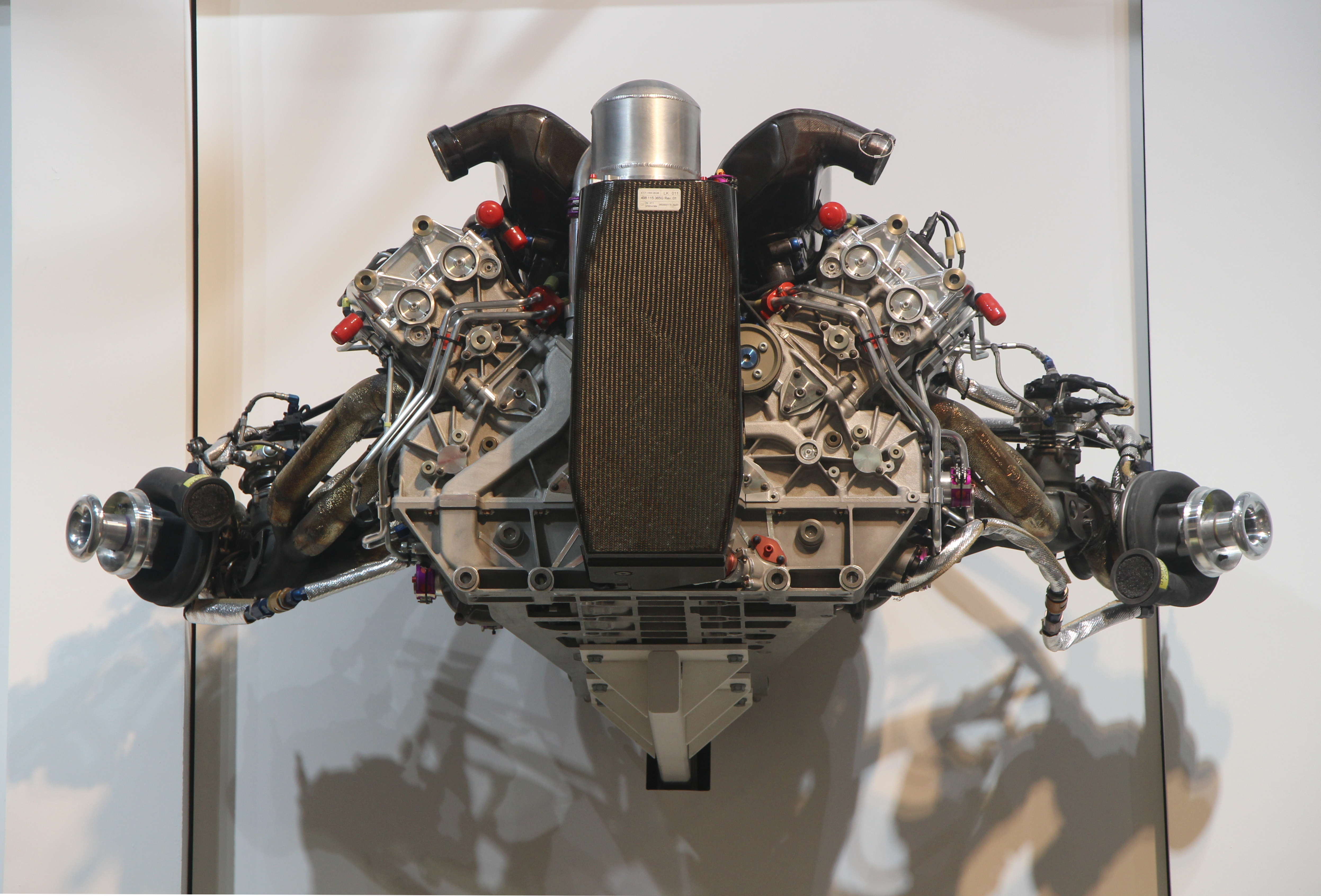
V12-Dieselmotor des R10 TDI

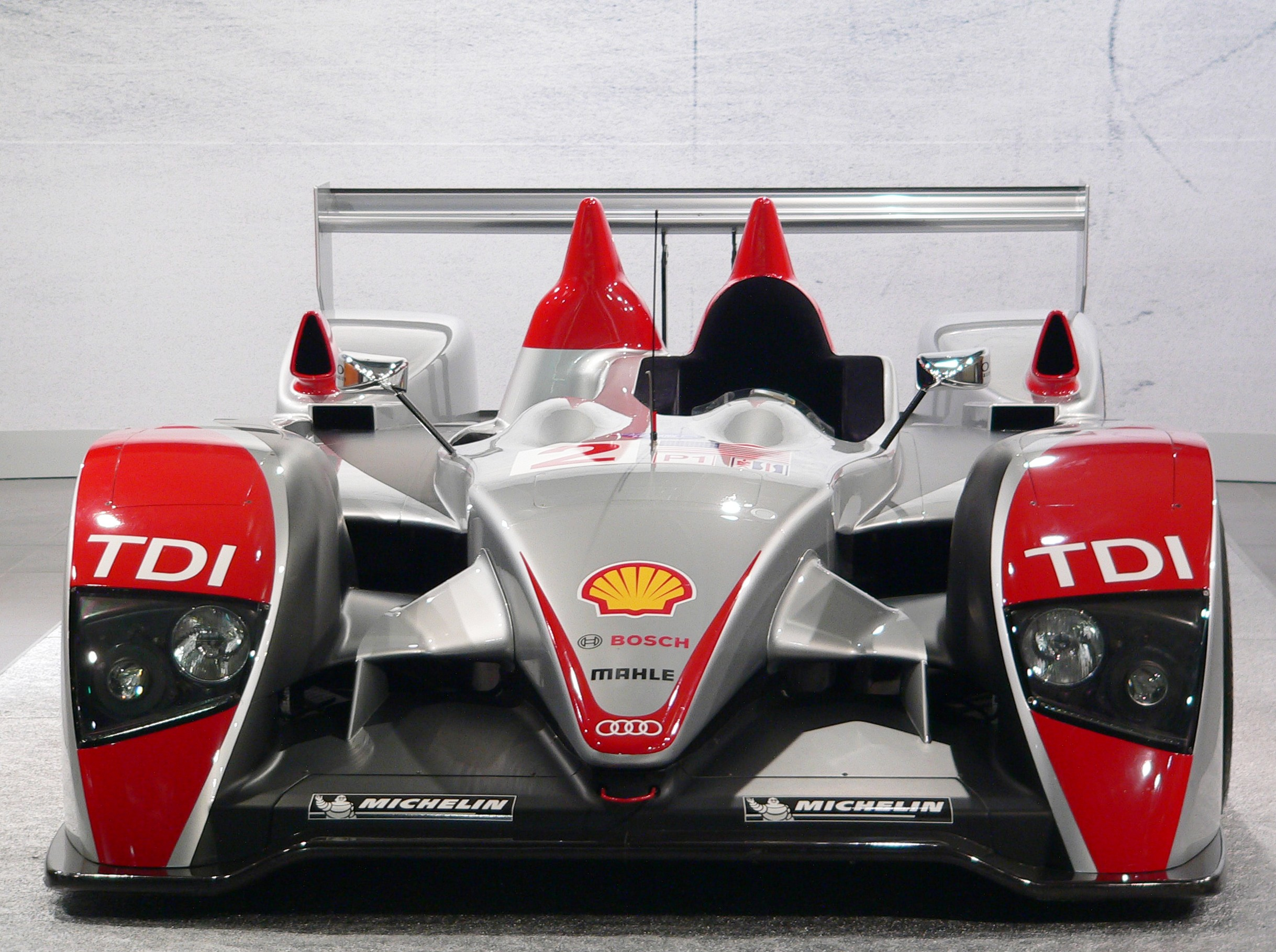
Audi R10 TDI (Vorderansicht)

Der Audi R10 TDI ist ein Rennwagen des Automobilherstellers Audi. Er wurde zu Beginn der Motorsportsaison 2006 als Nachfolger des Audi R8 eingeführt und zu Beginn der Motorsportsaison 2009 vom Audi R15 TDI abgelöst, jedoch in der europäischen Le Mans Series und in Le Mans vom Privatteam Kolles 2009 weiterhin eingesetzt. 2010 bestritt der Audi R10 nur noch das 24-Stunden-Rennen von Le Mans.

## Technische Entwicklung
Der Audi R10 war 2006 der erste Rennwagen in der Geschichte der 24 Stunden von Le Mans, der den Gesamtsieg mit einem Dieselmotor errang. Der am 13. Dezember 2005 in Paris vorgestellte Rennwagen wird von einem neu entwickelten, 5,5-Liter-Zwölfzylinder-TDI-Motor mit Biturbo-Aufladung angetrieben. Mit über 475 kW (646 PS) und anfangs 1100 Newtonmetern übertrifft der Le-Mans-Prototyp die Leistungsdaten der meisten bisherigen Audi-Rennfahrzeuge – auch jene seines erfolgreichen Vorgängers R8. Das V12-Triebwerksgehäuse ist vollständig aus Aluminium gefertigt.
Das mit zwei Partikelfiltern ausgestattete V12-Triebwerk des R10 ist laufruhig und von außen kaum als Dieselmotor wahrzunehmen. Für die Audi Sport-Ingenieure ergaben sich durch die Eigenschaften des TDI-Motors jedoch einige Herausforderungen. So liegt der Einspritzdruck der Common-Rail-Einspritzung weit über jenen 160 MPa von Serienfahrzeugen. Der nutzbare Drehzahlbereich liegt zwischen 3000 und 5000/min und ist damit verglichen mit einem auf Rennen ausgelegten Ottomotor niedrig; der Fahrer muss im R10 wesentlich seltener schalten als im R8.
Das maximale Drehmoment von über 1,1 Kilonewtonmetern stellt besondere Anforderungen an die Kraftübertragung des R10 – die Motorenprüfstände von Audi Sport mussten auf andere Getriebe umgerüstet werden, die solch hohen Drehmomentbelastungen standhalten.
Auch das Fahrgestell des Wagens musste angepasst werden: der R10 hat einen deutlich längeren Radstand als der R8. Bisher einzigartig für einen Le-Mans-Prototyp sind die besonders breiten Vorderreifen. Neue Techniken wurden auch bei der Entwicklung des Monocoques aus kohlenstofffaserverstärktem Kunststoff angewandt. Chassis, Motor und Getriebe ergeben eine verwindungssteife, tragende Einheit.
Erste Testfahrten wurden Ende November 2005 durchgeführt. Bis zum 24-Stunden-Rennen von Le Mans am 17./18. Juni 2006 wurde ein Testprogramm absolviert, zu dem auch ein Einsatz beim 12-Stunden-Rennen von Sebring am 18. März zählte, bei dem ein Wagen, gefahren von Marco Werner, Emanuele Pirro und Frank Biela, nach 117 Runden wegen Motorüberhitzung ausfiel. Der zweite Wagen fuhr mit dem Team Rinaldo Capello/Allan McNish/Tom Kristensen zum Gesamtsieg mit insgesamt 349 Runden, vier Runden Vorsprung zum Zweitplatzierten. Die Mannschaft von Reinhold Joest unterstützt wie schon beim R8-Projekt das Entwicklungsteam von Audi Sport.
2007 wurde der Tankinhalt durch das Reglement um 10 % reduziert; das Tankvolumen sank hierdurch von 90 auf 81 Liter. Dies geschah, um den um 10 % höheren Brennwert des Dieseltreibstoffs gegenüber Rennbenzin zu berücksichtigen.
Infolge einer Regeländerung des ACO 2007 mussten Dieselfahrzeuge der LMP-Kategorie ab 2008 Bio-Diesel verwenden.
In der vierten Baustufe 2008 erreicht der Motor des R10 TDI ein Drehmoment von 1200 Nm.

## Technische Daten

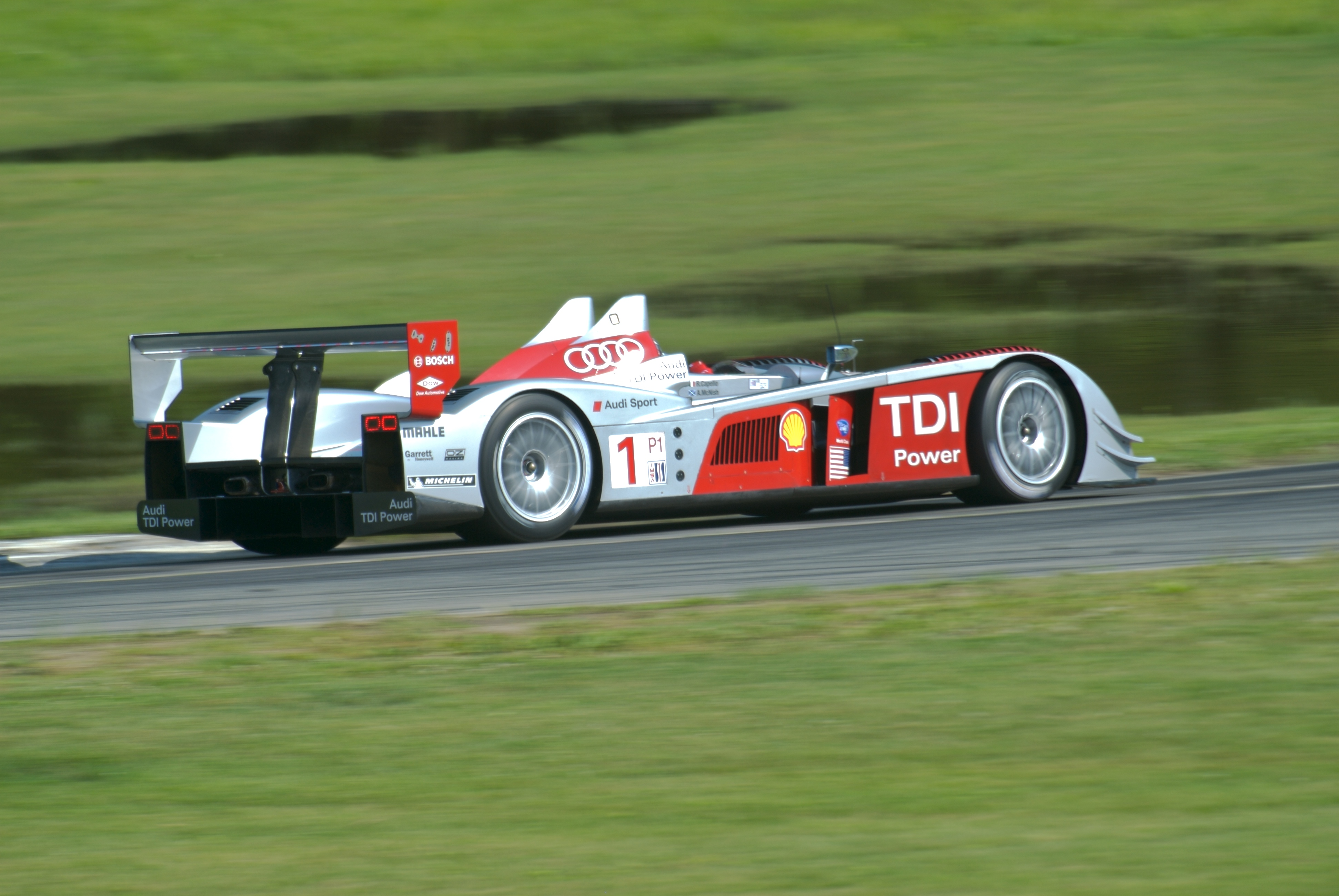
Heckseitenansicht, auf Rennstrecke in Lime Rock, 2007

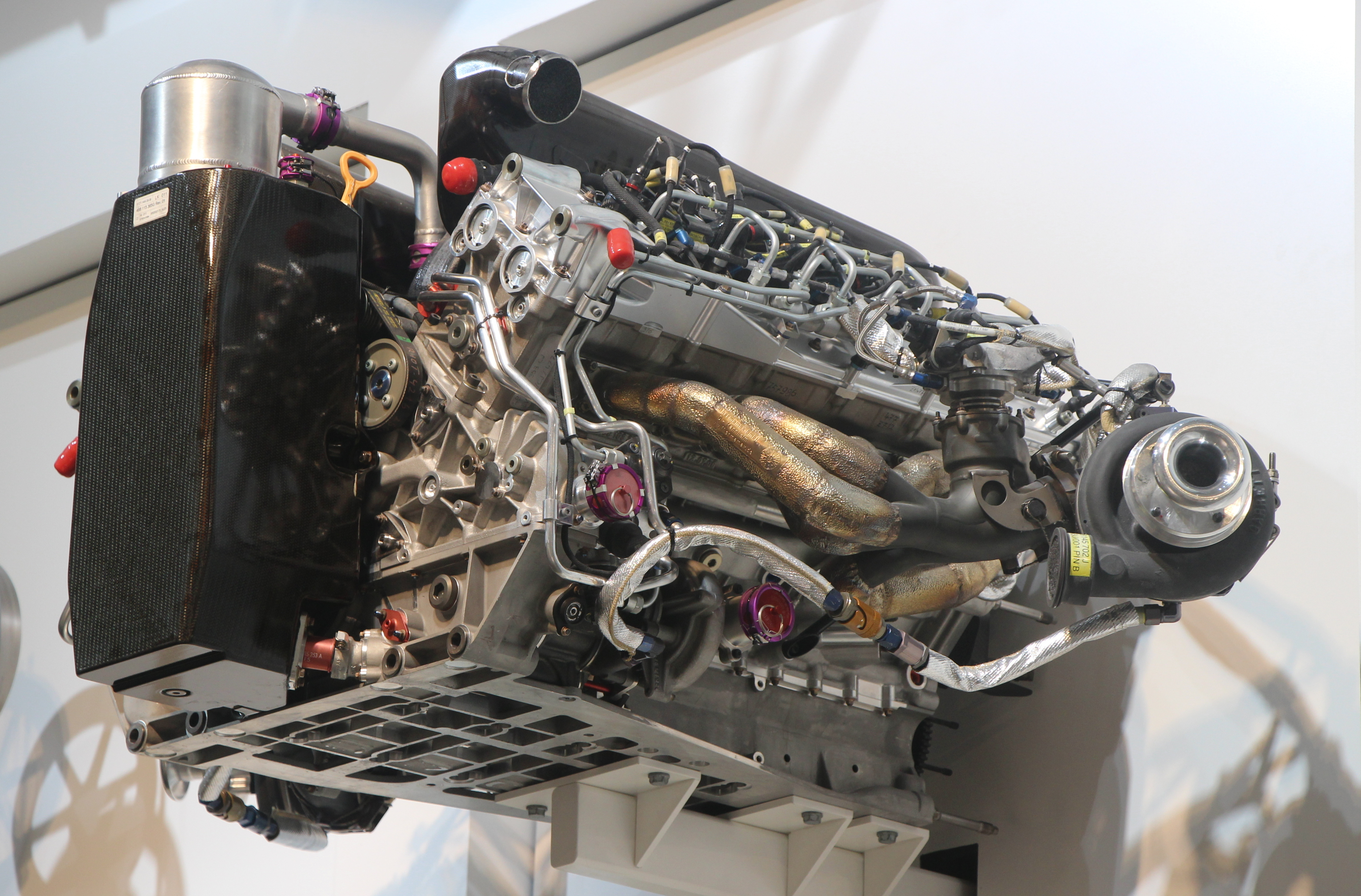
Dieselmotor von der Seite, Audi R10 TDI

| Audi R 10 TDI | Audi R 10 TDI |
| ------------- | --- |
| Fahrzeugtyp   | Le Mans Prototyp (LMP1)                                                                                            |
| Motorbauart   | V12-Dieselmotor mit Turboaufladung, Zylinderbankwinkel 90°                                                         |
| Hubraum       | 5500 cm³ |
| Leistung      | über 475 kW (646 PS)                                                                                               |
| Drehmoment    | 1200 Nm |
| Vmax          | ca. 335 km/h je nach Getriebe                                                                                      |
| Antriebsart   | Hinterradantrieb                                                                                                   |
| Kupplung      | Keramik-Kupplung                                                                                                   |
| Getriebe      | Sequenzielles, pneumatisch betätigtes 5-Gang-Sportgetriebe                                                         |
| Bremsen       | Hydraulische Zweikreisbremsanlage, innenbelüftete, mit Kohlenstofffasern verstärkte Bremsscheiben vorne und hinten |
| Länge         | 4650 mm |
| Breite        | 2000 mm |
| Höhe          | 1030 mm |
| Tankinhalt    | 81 Liter |
| Gewicht       | min. 925 kg |

## Renneinsätze

### 24-Stunden-Rennen von Le Mans
Mit dem Audi R10 TDI siegte 2006 erstmals ein Dieselmotor bei einem 24 Stunden von Le Mans. Vor 235.000 Zuschauern holten Frank Biela, Emanuele Pirro und Marco Werner den sechsten Le-Mans-Sieg für Audi. Rinaldo Capello, Tom Kristensen und Allan McNish fuhren nach Aufholjagd noch auf Rang drei vor.
Der R10 TDI konnte 2007 in gleicher Besetzung wie 2006 mit Frank Biela, Emanuele Pirro und Marco Werner den siebten Erfolg für die Marke einfahren. 2008 wurde der dritte Gesamtsieg mit dem Audi R10 TDI in Le Mans erreicht. Die Fahrer waren Tom Kristensen, Allan McNish und Rinaldo Capello.

### Petit Le Mans 2006
Zum ersten Mal gewann ein Diesel-Sportwagen den amerikanischen Langstrecken-Klassiker „Petit Le Mans“. Mit dem Sieg in Road Atlanta im US-Bundesstaat Georgia sicherte sich Audi nach der Fahrer- und Teamwertung auch vorzeitig die Herstellerwertung in der LMP1-Klasse der American Le-Mans-Serie. Der neue Audi R10 TDI blieb im siebten Renneinsatz ungeschlagen und gewann in seiner Premierensaison nach den 12 Stunden von Sebring im März und den 24 Stunden von Le Mans im Juni auch das dritte bedeutende Langstreckenrennen des Jahres.

## Chassis
| Nr. | Jahr | Team                            |
| --- | ---- | ------------------------------- |
| 102 | 2006 | Audi Sport Team Joest (Nr. 8)   |
| 103 | 2006 | Audi Sport Team Joest (Nr. 7)   |
| 202 | 2007 | Audi Sport Team Joest (Nr. 1)   |
| 203 | 2007 | Audi Sport Team Joest (Nr. 3)   |
| 204 | 2007 | Audi Sport Team Joest (Nr. 2)   |
| 301 | 2008 | Audi Sport Team Joest (Nr. 1)   |
| 302 | 2008 | Audi Sport Team Joest (Nr. 3)   |
| 204 | 2008 | Audi Sport Team Joest (Nr. 2)   |
| 201 | 2009 | Audi Sport Team Kolles (Nr. 14) |
| 101 | 2009 | Audi Sport Team Kolles (Nr. 15) |
| 201 | 2010 | Audi Sport Team Kolles (Nr. 14) |
| 101 | 2010 | Audi Sport Team Kolles (Nr. 15) |